# Love and Money
Love and Money est un groupe écossais de rock, soul et funk, formé en 1985 à Glasgow. Le groupe est composé par trois anciens membres de Friends Again (l'auteur-compositeur-interprète et guitariste James Grant, le batteur Stuart Kerr et le claviériste Paul McGeechan) ainsi que le bassiste Bobby Paterson, qui remplace Neil Cunningham de Friends Again et qui a été membre de Set the Tone, un groupe précédemment signé par Island Records en 1983.
Au cours de leurs neuf premières années, le groupe enregistre quatre albums au succès modéré, dont trois parus aux États-Unis, et obtient 6 hits dans les charts au Royaume-Uni, tandis que Halleluiah Man est un succès dans le reste de l'Europe.

## All You Need Is... Love And Money
Signant chez Mercury Records au Royaume-Uni, Love & Money enregistre  Candybar Express, produit par Andy Taylor de Duran Duran, et cet enregistrement est leur premier hit diffusé aux États-Unis, atteignant le no 56 dans le UK Singles Chart au printemps 1986. Peu de temps après, le groupe sort son premier album, All You Need Is… produit par Tom Dowd, sans succès commercial notable. Les singles suivants, Dear John et River of People, remportent un succès modeste. En septembre 1986, le groupe donne un concert au Barrowland Ballroom de Glasgow pour  Artists Against Apartheid, aux côtés d'artistes tels que The Big Dish et Lloyd Cole. Le groupe fait également la première partie de U2 au stade Murrayfield d'Édimbourg.

## Strange Kind of Love
En 1988, l'album suivant, Strange Kind of Love (qui met en vedette Jeff Porcaro de Toto à la batterie après le départ de Kerr parti rejoindre Texas,, ainsi que Rick Derringer et une apparition non créditée de Donald Fagen), est supervisé par le producteur de Steely Dan, Gary Katz, et contient le hit Halleluiah Man, qui apporte au groupe un public important. Ce single est un succès mineur au Royaume-Uni (no 63) mais a plus de succès en Europe continentale et en Océanie, atteignant le Top 50 (et parfois le Top 40) en 1989 et manque de peu le Top 20 en Italie. Strange Kind of Love et Jocelyn Square se classent également au Royaume-Uni, mais sans entrer dans le Top 40.
Le groupe tourne pour promouvoir Strange Kind of Love, notamment aux États-Unis et au Japon, et joue en ouverture de Tina Turner, Simply Red et B. B. King. Une partie de leur concert à l'Eden Court Theatre d'Inverness est filmée pour le programme Sounds of Eden de la BBC Écosse. Un set d'une demi-heure du groupe est également présenté dans l'émission télévisée Night Network et ils interprètent le single Strange Kind of Love dans le talk-show Wogan.
Strange Kind of Love, qui se vend à plus de 250 000 exemplaires dans le monde, est réédité en avril 2010, avec des démos supplémentaires et de nouvelles notes de pochette de James Grant, Paul McGeechan et Gary Katz.

## The Mother's BoyetDogs in the Traffic
Le groupe, désormais complété par le batteur permanent Gordon Wilson et le guitariste rythmique Douglas MacIntyre, retrouve les studios pour enregistrer la suite, qui s'intitule The Mother's Boy, mais les chansons rencontrent la désapprobation de Phonogram. La publication est abandonnée et le groupe retourne en studio. Plusieurs des morceaux de cette session, dont Hubcap to Blue Town, Blue Eyed World et True Believer, sont utilisés en tant que faces B de single. Pappa Death et Winter sont conservés sur l'album suivant, Dogs in the Traffic, et No Chicane sur le premier album solo de James Grant, Sawdust in My Veins. D'autres morceaux, dont Amaranth, sont inclus dans la sortie de 2012, The Devil's Debt.
Le groupe donne une avant-première de Dogs in the Traffic au City Halls de Candleriggs, à Glasgow. Trois singles sont extraits de l'album, My Love Lives in a Dead House, l'EP Wishing Waters dont Looking for Angeline est le titre principal, et Winter.
Dogs in the Traffic est inclus dans le « Top 100 des albums pop et rock écossais de tous les temps » du journal The Scotsman (au no 30).

## Littledeathet séparation
Le quatrième album de Love and Money, Littledeath (1993), sort sur le label indépendant Iona Gold et comporte le single The Last Ship on the River. L'album se vend à 25 000 exemplaires, soit environ un dixième des ventes de Strange Kind of Love et le groupe est alors libéré par Mercury. Le bassiste Bobby Paterson a quitté le groupe pour être gérant de bars et de clubs et ne figure pas sur cet album. C'est le guitariste Douglas MacIntyre qui le remplace à la basse. Le reste du groupe se sépare en 1994, et se retrouve pour un dernier concert au Glasgow Barrowland le 23 décembre 1994 intitulé Love and Money: RIP.

## Reformation etThe Devil's Debt
Love and Money se réunit en 2011 pour un soir lors d'un spectacle à guichets fermés au Glasgow Royal Concert Hall dans le cadre des Celtic Connections. Ils jouent les albums Strange Kind of Love et Dogs in the Traffic dans leur intégralité, et dédient la chanson Walk The Last Mile au bassiste Bobby Paterson, décédé en 2006. La partie Strange Kind of Love de l'émission est ensuite publiée sur L&M Recordings. Le groupe poursuit ses retrouvailles avec un concert au Clyde Auditorium de Glasgow le 4 décembre 2011.
Le groupe présente en avant-première son cinquième album studio, The Devil's Debt, lors d'un concert  au King Tut's Wah Wah Hut à Glasgow le 5 mai 2012. L'album sort sur Vertical Records en octobre 2012 avec des critiques positives.
Douglas Macintyre figure dans l'épisode Pop Band du programme CBeebies My Story fin 2012.

## Personnel
- James Grant - chant, guitare
- Paul McGeechan - claviers
- Stuart Kerr - batterie
- Bobby Paterson - basse
- Gordon Wilson - batterie
- Douglas MacIntyre - guitare rythmique, basse

## Discographie

### Albums studio
| 1986                                                                         | All You Need Is...   | —  | —  | —   |
| 1988                                                                         | Strange Kind of Love | 71 | 71 | 175 |
| 1991                                                                         | Dogs in the Traffic  | 41 | —  | —   |
| 1993                                                                         | Littledeath          | —  | —  | —   |
| 2012                                                                         | The Devil's Debt     | —  | —  | —   |
| "—" désigne les versions non classées ou dont le classement n'est pas connu. |                      |    |    |     |

### Compilation
- 1999 : Cheap Pearls and Whisky Dreams – The Best of

### Album live
- 2011 : Strange Kind of Love - Live in Glasgow

### Réédition
- 2010 Strange Kind of Love (Remaster)

L'album est réédité par Cherry Red le 19 avril 2010, remasterisé par Paul McGeechan à partir des bandes originales, et comprend 6 démos inédites et une préface de Grant, McGeechan et du producteur Gary Katz.

### Singles
| Année                                                 | Single                                   | Position | Position | Position | Position | Position | Position   | Position | Position | Album                           |
| Année                                                 | Single                                   | UK       | AUS      | AUT      | FRA      | NZ       | US Hot 100 | US Adult | US Dance | Album                           |
| ----------------------------------------------------- | ---------------------------------------- | -------- | -------- | -------- | -------- | -------- | ---------- | -------- | -------- | ------------------------------- |
| 1986                                                  | Candybar Express                         | 56       | 96       | —        | —        | —        | —          | —        | 10       | All You Need Is… Love and Money |
| 1986                                                  | Dear John                                | 103      | —        | —        | —        | —        | —          | —        | —        | All You Need Is… Love and Money |
| 1987                                                  | River of People                          | 82       | —        | —        | —        | —        | —          | —        | —        | All You Need Is… Love and Money |
| 1987                                                  | Love and Money                           | 68       | —        | —        | —        | —        | —          | —        | —        | All You Need Is… Love and Money |
| 1988                                                  | Halleluiah Man                           | 63       | 47       | 27       | 41       | 39       | 75         | 44       | —        | Strange Kind of Love            |
| 1989                                                  | Strange Kind of Love                     | 45       | 76       | —        | —        | —        | —          | —        | —        | Strange Kind of Love            |
| 1989                                                  | Jocelyn Square                           | 51       | —        | —        | —        | —        | —          | —        | —        | Strange Kind of Love            |
| 1989                                                  | Up Escalator                             | 79       | —        | —        | —        | —        | —          | —        | —        | Strange Kind of Love            |
| 1991                                                  | My Love Lives in a Dead House            | —        | —        | —        | —        | —        | —          | —        | —        | Dogs in the Traffic             |
| 1991                                                  | Looking for Angeline (EP Wishing Waters) | —        | —        | —        | —        | —        | —          | —        | —        | Dogs in the Traffic             |
| 1991                                                  | Winter                                   | 52       | —        | —        | —        | —        | —          | —        | —        | Dogs in the Traffic             |
| 1994                                                  | The Last Ship on the River               | —        | —        | —        | —        | —        | —          | —        | —        | Littledeath                     |
| 2011                                                  | This Is the Last Time                    | —        | —        | —        | —        | —        | —          | —        | —        | The Devil's Debt                |
| "—" indique les versions non classées ou non publiées |                                          |          |          |          |          |          |            |          |          |                                 |